# Ludwik Pekry
Ludwik Pekry z Petroviny (zm. ok. 1552) – szlachcic chorwacki, pochodzący ze starego chorwackiego rodu Tét.

## Życiorys
W 1511 objął urząd podżupana Križevci, zaś w późniejszym czasie funkcję stolnika nadwornego. Uczestniczył w roli głównego dowódcy jazdy w licznych wyprawach króla węgierskiego Ferdynanda I Habsburga przeciwko Janowi Zápolyi i Turkom. Później pełnił rolę dowódcy wojsk królewskich na ziemiach chorwackich. W 1537 po nieudanej wyprawie Ferdynanda Habsburga, Ludwik został wtrącony do więzienia, w którym przebywał do 1544. Pekry był dwukrotnie żonaty. Pierwszą żoną Ludwika została po 1530 księżniczka mazowiecka Zofia, wdowa po palatynie węgierskim Stefanie Batorym. Małżeństwo Zofii i Ludwika było bezpotomne. Po śmierci Zofii, Ludwik ożenił się z Elżbietą Batory, siostrą późniejszego króla polskiego Stefana Batorego.